# Reads Landing (Minnesota)
Reads Landing est une communauté non-incorporée dans la municipalité rurale de Pepin, comté de Wabasha, dans l'état du Minnesota aux États-Unis.

## Histoire
Reads Landing était nommé Pepin en 1856, même si le nom n'a pas été reconnu. En 1878, le village avait plusieurs commerces et du transport.  Plus tard, à cause de l'économie, les commerces ont déménagé à Wabasha. Le bureau de poste commença en 1850 et est fonctionnel encore aujourd'hui.
Reads Landing est le foyer du musée de Wabasha qui rencontre l'histoire du Fort Bon Secours.